# گردباد (فیلم ۱۹۸۹)
گردباد (به انگلیسی: Twister) فیلمی محصول سال ۱۹۸۹ و به کارگردانی مایکل آلمریدا است. در این فیلم بازیگرانی همچون هری دین استنتون، سوزی آمیس، کریسپین گلاور، دیلان مک‌درموت، جنی رایت، لیندزی کریستمن، لویس چیلیز، چارلین وودارد و تیم رابینز ایفای نقش کرده‌اند.